# Parti libéral de l'Alberta
Le Parti libéral de l'Alberta est un parti politique dans la province canadienne d'Alberta.
Bien que les membres du parti appuient souvent également le Parti libéral du Canada au niveau fédéral, les deux partis ne sont plus officiellement affiliés depuis 1976.

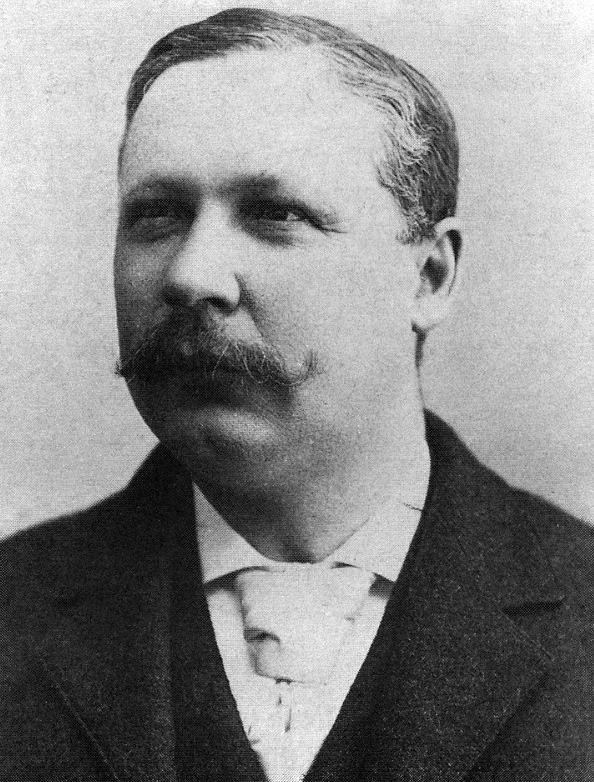
Alexander Rutherford est le premier Premier ministre de l'Alberta. Il était membre du Parti libéral de l'Alberta.

## Origines
Le Parti libéral a formé le gouvernement de l'Alberta de 1905 à 1921 : Alexander C. Rutherford  (1905-1910), Arthur L. Sifton
 (1910-1917) et Charles Stewart  (1917-1921) ont été les dirigeants successifs jusqu'à l'élection de 1921, quand les United Farmers of Alberta ont pris le pouvoir. 
En 1924, l'Association libérale provinciale de l'Alberta a été créée. En 1947, elle fut nommée Association libérale de l'Alberta et organisa des activités politiques dans les circonscriptions provinciales et fédérales. Le parti a également été connu sous le nom de l'Association libérale de l'Alberta. Il a rompu ses liens avec le Parti libéral du Canada en 1976.

## Depuis 1921
Ils ont eu beaucoup de difficultés à s'imposer durant les huit décennies qui ont suivi leur perte de pouvoir. Leur meilleur résultat depuis 1921 sera 32 sièges à l'élection de 1993, mais entre 1971 et 1986, les libéraux seront complètement exclus de l'Assemblée législative, avec moins de 6 % du vote populaire.
On considère que la popularité des libéraux en Alberta a été particulièrement handicapé par le gouvernement fédéral du Parti libéral du Canada sous Pierre Elliott Trudeau, de 1968 à 1984. Les politiques de Trudeau telles que le bilinguisme officiel et le Programme énergétique national, étaient très impopulaires dans l'Ouest canadien et particulièrement en Alberta. Durant cette période, le Parti libéral provincial a souffert de ses liens avec son homologue fédéral. Toutefois, le parti provincial faisait face à ses propres problèmes internes, ce qui explique mieux pourquoi il n'a jamais réussi à s'approcher du niveau d'appui dont jouissait le parti fédéral durant cette période.
La situation des libéraux s'améliore dans les années 1980 et ils reviennent à l'Assemblée législative lors de l'élection de 1986 ; sous la direction de Nicholas Taylor, ils remportent 4 sièges et obtiennent 12 % du vote populaire. À la suite d'un vote de confiance en 1987, une élection à la direction du parti est organisée en 1988. Taylor, Grant Mitchell et Laurence Decore sont candidats ; Decore est élu chef du parti au premier tour de scrutin.

## Les années 1990
Lors de l'élection générale de 1993, les libéraux, dirigés alors par l'ex-maire d'Edmonton Laurence Decore, obtiennent leur meilleur succès depuis leur perte de pouvoir, en grande partie grâce aux votes de la capitale provinciale. Ils remportent 32 sièges avec 39 % des voix. Ce faisant, ils forment l'opposition officielle au gouvernement progressiste-conservateur de Ralph Klein, délogeant le Nouveau Parti démocratique qui devient le troisième parti à l'Assemblée législative.
En 1994, Laurence Decore démissionne en tant que chef du parti. Quatre députés se portent candidat à sa succession : Grant Mitchell, Adam Germain, Sine Chadi et Gary Dickson. Après le dépouillement du scrutin, Mitchell est élu chef du parti.
Le parti conserve sa position d'opposition officielle, mais perd dix sièges aux élections de 1997. Avec maintenant 18 sièges aux Législatives, Mitchell démissionne et une nouvelle course à l'investiture est lancée.
La course au leadership de 1988 oppose encore quatre candidats :
- l'ex-ministre progressiste-conservatrice Nancy MacBeth
- Ken Nicol
- Karen Leibovici
- Linda Sloan

MacBeth est élue au premier tour de scrutin.

## Histoire récente

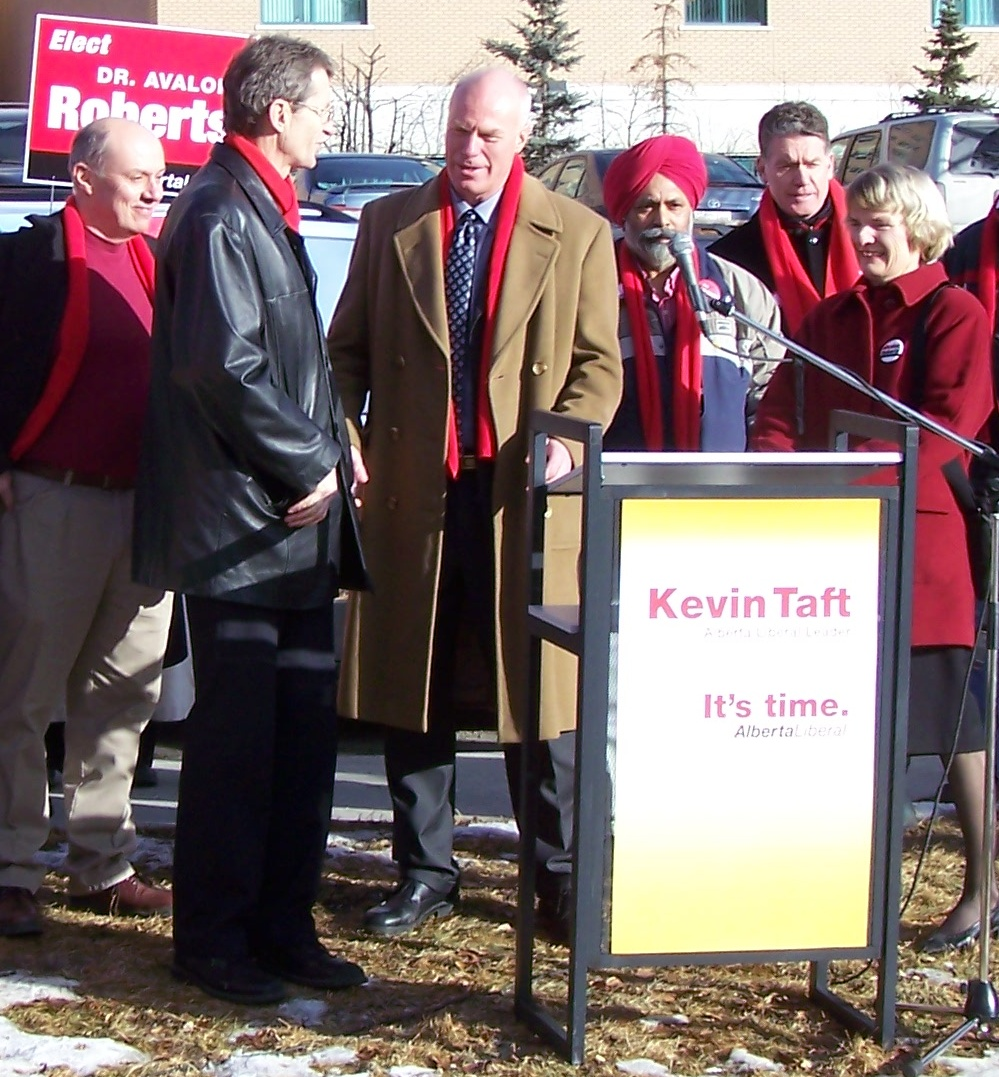
Conférence de presse de Kevin Taft, lors d'une conférence de presse en février 2008.

Aux élections de 2001, la campagne électorale de MacBeth se conclut avec uniquement 7 sièges à l'Assemblée législative. MacBeth perd même son propre siège.
Quelques jours après, elle démissionne et Ken Nicol la remplace jusqu'en 2004, lorsqu'il fait le saut en politique fédérale et se présente dans la circonscription de Lethbridge pour le Parti libéral du Canada. Don Massey sert brièvement de chef par intérim jusqu'à la prochaine course au leadership.
Le 27 mars 2004, Kevin Taft est choisi comme chef du Parti libéral de l'Alberta. Lors de l'élection générale de 2004, ils ont doublé leur présence à l'Assemblée législative en obtenant 16 sièges et 29 % du vote populaire. Plus important, à la grande surprise de la plupart des analystes, les libéraux réussissent à prendre 3 sièges dans la ville traditionnellement conservatrice de Calgary.
En 2012, les libéraux perdent leur statut d'opposition officielle au profit du Parti Wildrose et font élire 5 députés. Puis, en 2015, seul leur chef David Swann survit à ce qui fut un appui sans précédent de l'Alberta au Nouveau Parti démocratique qui forme le gouvernement pour la première fois.
Depuis 2019, les libéraux n'ont aucun député à l'Assemblée législative de l'Alberta.

## Chefs du parti

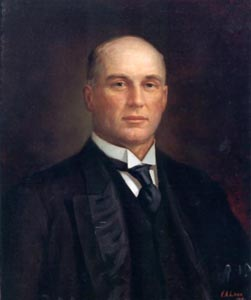
Charles Stewart a été chef du Parti libéral de l'Alberta à partir de 1917.

- Alexander C. Rutherford (1905-1910)
- Arthur L. Sifton (1910-1917)
- Charles Stewart[5] (1917-1922)
- John Robert Boyle (1922-24)
- Charles R. Mitchell (1924-26)
- John C. Bowen (1926)
- Joseph Tweed Shaw (1926-30)
- Geogre H. Webster (1930-32)
- William R. Howson (1932-37)
- Edward Leslie Gray (1937-1940)
- James Harper Prowse (1948-1958)
- John Walter Grant MacEwan (1958-1960)
- David Hunter (1960-64)
- Michael Maccagno (1964-1966, 1966-69)
- Adrian Berry (1966)
- John T. Lowery (1969-70)
- Robert Russell[8] (1971-1974)
- Nicholas Taylor (1974-1988)
- Laurence Decore (1988-1994)
- Bettie Hewes (1994) (intérim)
- Grant Mitchell (1994-1998)
- Nancy MacBeth (1998-2001)
- Ken Nicol (2001-2004)
- Don Massey (2004) intérim
- Kevin Taft[9] (2004-2008)
- David Swann[10] (2008-2011)
- Raj Sherman (2011-2015)
- David Swann (2015-2017) (intérim)
- David Khan (2017-2020)
- John Roggeveen (depuis 2021) (intérim)